# チコといっしょに
『チコといっしょに』は、1965年2月1日から同年10月11日まで日本テレビで放送されていたテレビドラマである。カラー放送。ヤクルト本社の一社提供。全37回。放送時間は毎週月曜 21:30 - 22:00 （日本標準時）。

## 概要
『夫婦百景』の中断期間中に放送されていた作品。笠間家と千代子の通っている高校が舞台となり、高校で生じた生徒たちの問題や事件が笠間家にも持ち込まれる。当時の17歳の若者たちの内に秘められた問題点などを浮き彫りにしながら描いた。ホームドラマでありながら、学園ドラマの要素も含まれている。

## 出演者
- 笠間千代子（チコ）：本間千代子
- 笠間信彦：中村伸郎 - チコの父
- 笠間敦子：水戸光子 - チコの母
- 笠間春子：冨士眞奈美 - チコの姉
- 笠間洋子：北城由紀子 - 信一の嫁
- 笠間信一：安井昌二 - チコの長兄
- 笠間信二：小川守 - チコの次兄
- 圭一：岡崎二朗 - チコのボーイフレンド
- 玉江：佐々木伊都子
- 山崎：松山省二 - チコのクラスメート
- 原田：市川好郎 - チコのクラスメート
- 寺坂：泗水誠一 - チコのクラスメート
- 原口：長沢純 - チコのクラスメート
- 岡先生：松下砂稚子
- 青山先生：青山京子
- 田村：松村達雄 - 小説家
- ホラメト：藤原釜足 - 植木屋

## スタッフ
- 企画：原伸光
- 製作：増田善次郎
- 脚本：倉本聰、佐々木守、竹内勇太郎、生田直親、窪田篤人、森本吉彦、大津皓一、中山隆三、若尾徳平、山崎忠昭、安倍徹郎
- 演出：矢追純一、井上至久、一丸周也、間部耕平
- 音楽：広瀬健次郎
- 制作：NTV

## 主題歌
- 『チコといっしょに』（歌：本間千代子）
  - 作詞：丘灯至夫、作曲・編曲：戸塚三博

## サブタイトル
| 話数 | 放送日        | サブタイトル           | 脚本       | 演出     | ゲスト                               |
| ---- | ------------- | ---------------------- | ---------- | -------- | ------------------------------------ |
| 1    | 1965年 2月1日 | はじめてのたたかい     | 倉本聰     | 矢追純一 |                                      |
| 2    | 2月8日        | 朝日の如く爽やかに     | 倉本聰     | 矢追純一 |                                      |
| 3    | 2月15日       | ああ民主主義           | 倉本聰     | 矢追純一 |                                      |
| 4    | 2月22日       | だれかとだれか         | 倉本聰     | 矢追純一 |                                      |
| 5    | 3月1日        | スネのスープは父の味   | 倉本聰     | 矢追純一 | 明石潮                               |
| 6    | 3月8日        | チコのプライバシー     | 倉本聰     | 矢追純一 |                                      |
| 7    | 3月15日       | でっかいふるさと       | 倉本聰     | 矢追純一 |                                      |
| 8    | 3月22日       | おかあさんの権利       | 倉本聰     | 矢追純一 |                                      |
| 9    | 3月29日       | もうすぐ春が           | 竹内勇太郎 | 矢追純一 |                                      |
| 10   | 4月5日        | 拾った男               | 竹内勇太郎 | 矢追純一 | 鈴木やすし（立木三吉）               |
| 11   | 4月12日       | あなたならどうする     | 窪田篤人   | 矢追純一 |                                      |
| 12   | 4月19日       | ああ大学               | 倉本聰     | 矢追純一 |                                      |
| 13   | 4月26日       | しあわせって買えるかな | 生田直親   | 井上至久 |                                      |
| 14   | 5月3日        | 春子のチャンス         | 森本吉彦   | 矢追純一 |                                      |
| 15   | 5月10日       | 善意                   |            |          |                                      |
| 16   | 5月17日       | 不幸な女と五月の雨     | 大津皓一   | 井上至久 |                                      |
| 17   | 5月24日       | 舞い込んだ手紙         | 中山隆三   | 一丸周也 |                                      |
| 18   | 5月31日       | 若き日の怒り           | 若尾徳平   | 矢追純一 |                                      |
|      | 6月7日        | 善意（再放送）         |            |          |                                      |
| 19   | 6月14日       | 65歳のボーイフレンド   | 山崎忠昭   | 矢追純一 |                                      |
| 20   | 6月21日       | お父さんの番           | 若尾徳平   | 矢追純一 | 小山明子                             |
| 21   | 6月28日       | 湯豆腐の味             | 倉本聰     | 一丸周也 | 木暮実千代                           |
| 22   | 7月5日        | コーヒーが苦くて…      | 倉本聰     | 矢追純一 | 小栗一也（医師）                     |
| 23   | 7月12日       | 外遊みやげ             | 若尾徳平   | 一丸周也 | 花柳小菊（三好菊江）、原地東、左卜全 |
| 24   | 7月19日       | 留学志願               | 若尾徳平   | 矢追純一 | 松島トモ子（松岡トシ子）             |
| 25   | 7月26日       | おかしな男がやってきた | 安倍徹郎   | 一丸周也 | 渥美清                               |
| 26   | 8月2日        | 線香花火               | 倉本聰     | 間部耕平 |                                      |
| 27   | 8月9日        | 幼なじみの歌           | 安倍徹郎   | 一丸周也 | 山田吾一、逢初夢子（吉村香江）       |
| 28   | 8月16日       | 軽井沢ザマス           | 倉本聰     | 間部耕平 | 藤岡琢也                             |
| 29   | 8月23日       | 三匹のムームー         | 安倍徹郎   | 一丸周也 |                                      |
| 30   | 8月30日       | 就職試験               | 倉本聰     | 間部耕平 |                                      |
| 31   | 9月6日        | さてどん尻に控えしは   | 安倍徹郎   | 一丸周也 |                                      |
| 32   | 9月13日       | 台風一過               | 倉本聰     | 間部耕平 | 人見きよし                           |
| 33   | 9月20日       | ネズミとラブレター     | 安倍徹郎   | 間部耕平 |                                      |
| 34   | 9月27日       | 初仕事                 | 倉本聰     | 間部耕平 | 金子信雄                             |
| 35   | 10月4日       | 縁の下の絹虫           | 倉本聰     | 間部耕平 |                                      |
| 36   | 10月11日      | 青春は健在             | 倉本聰     | 間部耕平 |                                      |

## 放送局
- 日本テレビ（制作局）：月曜 21:30 - 22:00
- 青森放送：月曜 21:30 - 22:00[4]
- 秋田放送：月曜 21:30 - 22:00[4]
- 山形放送：月曜 21:30 - 22:00[4]
- 東北放送：月曜 22:00 - 22:30[4]
- 福島テレビ：月曜 22:00 - 22:30[4]